# 劉傑 (洪武進士)
劉傑，北平保定府淶水縣人，明朝政治人物、同進士出身。

## 生平
洪武四年（1371年）辛亥科會試六十四名，登進士三甲，授順德府沙河縣縣丞。